# Qingzhen
Qingzhen, tidigare stavat Tsingchen, är ett härad som lyder under provinshuvudstaden Guiyangs stad på prefekturnivå i Guizhou-provinsen i sydvästra Kina.